# ديك ماكدونو
ديك ماكدونو (بالإنجليزية: Dick McDonough)‏ هو عازف قيثارة جاز وعازف جاز أمريكي، ولد في 30 يوليو 1904 في نيويورك في الولايات المتحدة، وتوفي بنفس المكان في 25 مايو 1938.

## وصلات خارجية
- ديك ماكدونو على موقع ميوزك برينز (الإنجليزية)
- ديك ماكدونو على موقع أول ميوزيك (الإنجليزية)
- ديك ماكدونو على موقع ديسكوغز (الإنجليزية)